# Julösula
Julösula (Papasula abbotti) är en utrotningshotad fågel i familjen sulor som numera endast häckar på en enda ö i Indiska oceanen.

## Utseende
Julösulan är en svartvit sula med en kroppslängd på 79 centimeter. Ögat är mörkt och näbben mörkspetsad, blekgrå hos hanen och rosa hos honan. Huvud och hals är vita, liksom större delen av undersidan utom en svart fläck vid låret. Den svarta ovansidan av vingen har vita fläckar på täckarna och en smal vingframkant. Stjärten är svart. Fötter och ben är blågrå. Liknande masksulan (Sula dactylatra) har vita vingöversidor, gul näbb och svart mask kring näbben.

## Utbredning och systematik
Fågeln häckar endemiskt på Julön i östra Indiska oceanen. Den placeras som enda art i släktet Papasula och behandlas som monotypisk, det vill säga att den inte delas in i några underarter.

## Status
IUCN kategoriserar arten som starkt hotad.

## Namn
Fågelns vetenskapliga artnamn hedrar William Louis Abbott (1860-1936), amerikansk kirurg, upptäcktsresande, etnolog och naturforskare.